# Mirjana Rogina
Mirjana Rogina (Zagreb, 6. studenog 1961. – Zagreb, 27. studenoga 2017.) bila je hrvatska kazališna, televizijska i filmska glumica.

## Filmografija

### Televizijske uloge
- "Nedjeljom ujutro, subotom navečer" kao Danica (2012.)
- "Stipe u gostima" kao Jagoda (2010.); kao službenica za osobne iskaznice (2012.)
- "Tito" kao Jovanka Broz (2010.)
- "Mamutica" kao susjeda (2008. – 2009.)
- "Odmori se, zaslužio si" kao Lela (2007. – 2010.); kao medicinska sestra (2013.)
- "Cimmer fraj" kao Keka (2007.)
- "Novo doba" kao Anđa Gudić (2002.)
- "Naša kućica, naša slobodica" (1999.)

### Voditeljske uloge
- "Kruške i jabuke" kao voditeljica (2000. – 2002.)
- "Porin" kao dodatna voditeljica (zajedno sa Željkom Vukmiricom i glavnim voditeljem Robertom Ferlin) (1999.)
- "Mirčin lonac" kao voditeljica (1990.)

### Filmske uloge
- "Ljudožder vegetarijanac" (2012.)
- "Onda vidim Tanju" (kratki film) kao Željkova i Lukina majka (2010.)
- "Čovjek ispod stola" kao Magdalena Žulj (2009.)
- "Gdje pingvini lete" kao Dragica (2008.)
- "Tri ljubavne priče" (kratki film); mala uloga i asistentica za glumce (2006.)
- "12" (2004.)
- "Ispod crte" kao Hrvojeva mama (2003.)
- "Ne dao Bog većeg zla" kao Nevenka (2002.)
- "Crna kronika ili dan žena" kao Maja (2000.)
- "Blagajnica hoće ići na more" kao susjeda Đurđa (2000.)
- "Tri muškarca Melite Žganjer" kao Melita Žganjer (1998.)
- "Novogodišnja pljačka" kao blagajnica u NAMA (1997.)
- "Božić u Beču" kao Stevina unuka (1997.)
- "Prepoznavanje" kao blagajnica (1996.)

## Vanjske poveznice
- Mirjana Rogina u internetskoj bazi filmova IMDb-u (engl.)
- Stranica na Zekaem.hr  Arhivirana inačica izvorne stranice od 27. svibnja 2008. (Wayback Machine)